# Bánk
Bánk is een plaats (község) en gemeente in het Hongaarse comitaat Nógrád. Bánk telt 682 inwoners (2001).